# Mogotes de Jumagua

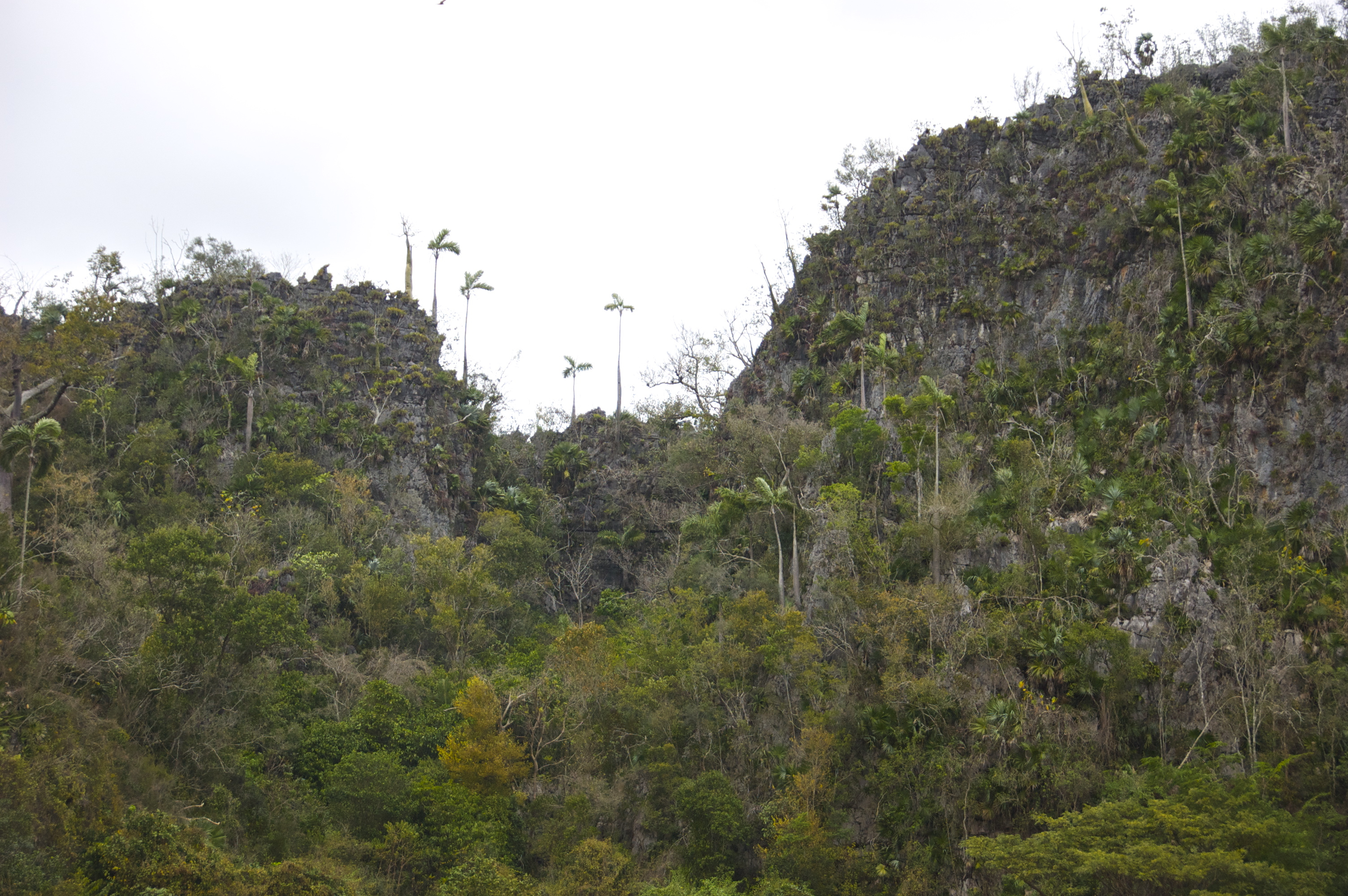
Mogotes

Los mogotes de Jumagua son un conjunto de 8 mogotes o elevaciones calizas del Cretáceo Superior fusionadas entre sí y atravesados por enormes cavernas. Se encuentran ubicados dentro del grupo orográfico "Alturas del Noroeste" en el centro-norte de la isla de Cuba, a 2 km de la ciudad de Sagua la Grande.
Los Mogotes de Jumagua aparecen en el Escudo de Sagua la Grande junto con el Undoso que es segundo 

## Importancia
Poseen gran interés científico debido a la enorme concentración de flora y fauna en un área relativamente reducida, constituyendo una especie de islote ecológico o vestigio del antiguo bosque primitivo el cual formaba parte de la llamada costa de oro cubana. En 1978 los exploradores sagüeros redescubrieron las olvidadas "Palmitas de Jumagua": "Hemithrinax ekmaniana", "(Thrinax)", que es endémica de estas lomas y única en el mundo.
En el interior de sus cavernas se han encontrado vestigios del desaparecido indio cubano, así como fósiles de mucho interés. Históricamente todas sus cuevas fueron campamentos mambises de la "Brigada Sagua" durante la guerra de independencia de 1895. En 1982 el "Grupo Espeleológico Sabaneque" logró que este reducto detenido en el tiempo y en el espacio fuera declarado como "Área Protegida", estatus que ha conservado hasta la actualidad.
río en tamaño de Cuba.

## Las primeras cartografías
En 1971 se inicio la exploración de los Mogotes de Jumagua por espeleólogos.  Esta llamarón la atención  y las denominaron  “el Continente Perdido”, estas eran cuevas del Cretáceo Superior que aún permanecieran vírgenes de estudios cartograficos, arqueologícos y un catálogo bioespeleológico. Esto investigadores realizarón los planos de las cavernas y el inventario de su flora y fauna. 
- El primer cróquis se realizó en diciembre de 1971 a Cueva del Agua con poca técnica cartográfica que fue mejorando durante el año con estudios y consultas.
- El segundo cróquis se comenzó el 27 de diciembre de 1972 al Salón de la Cueva del Murciélago, terminándose en los primeros días de enero de 1973.
- El tercer plano se realizó el 6 de enero del mismo año y fue el de la Cueva del Calor anotando además las grandes diferenciaciones de temperatura entre el interior y el exterior, siendo este el primer trabajo espeleoclimático de la región.